# Primiero San Martino di Castrozza
Primiero San Martino di Castrozza est une commune italienne d'environ 5 400 habitants située dans la province autonome de Trente dans la région du Trentin-Haut-Adige dans le nord-est de l'Italie. Elle a été créée le 1er janvier 2016 par la fusion de Fiera di Primiero, Siror, Tonadico et Transacqua.

## Géographie
Primiero San Martino di Castrozza, comme la plupart des communes du Trentin, est une commune de montagne. Située dans la vallée de Primiero, au pied des Pale di San Martino, la commune est divisée en plusieurs hameaux : le siège de la municipalité, Fiera di Primiero, est situé à 745 m d'altitude. La fraction la plus élevée est celle de San Martino di Castrozza, à 1 450 m, tandis que la fraction la plus basse est celle de Pieve, à 700 m.
Les communes limitrophes sont  Canal San Bovo, canale d'Agordo, Cesiomaggiore, Falcade, Gosaldo, Imer, Mezzano, Moena, Predazzo, Sagron Mis et Taibon Agordino.

### Hydrographie
La vallée de Primiero contient de nombreux ruisseaux et lacs de montagne. Les principaux cours d'eau sont le Cismon, le torrent Canali, le torrent Noana et le Vanoi. Il existe également des lacs de montagne, tels que le lac de Manna, les lacs de Colbricón, le lac de Calaita, le lac Pisorno et le lac Welsperg. En outre, le lac de Paneveggio fait également partie du territoire municipal.